# Tinzenita
La tinzenita es un mineral de la clase de los sorosilicatos, y dentro de esta pertenece al llamado “grupo de la axinita”. Fue descubierta en 1923 en Tinizong-Rona -antigua Tinzen-, en el cantón de los Grisones (Suiza), siendo nombrada así por esta localidad.

## Características químicas
Es un aluminoborosilicato hidroxilado de calcio. Tiene estructura molecular de sorosilicato con coordinación tetraédrica o superior, con aniones adicionales de aluminio y boro.
El grupo de la axinita al que pertenece son los borosilicatos del sistema cristalino triclínico. Forma una serie de solución sólida con la axinita-(Mn) (Ca4(Mn2+)2Al4[B2Si8O30](OH)2), en la que la sustitución gradual de calcio por manganeso va dando los distintos minerales de la serie.
Además de los elementos de su fórmula, suele llevar como impurezas: titanio, magnesio, bario, sodio, potasio y agua.

## Formación y yacimientos
Se forma en vetas de cuarzo en yacimientos de minerales del manganeso en facies de esquistos verdes. También en ofiolitas con manganeso metamorfizadas.
Suele encontrarse asociado a otros minerales como: braunita o cuarzo.